# Germain Morin (bénédictin)
Pour les articles homonymes, voir Germain Morin et Morin.
Germain Morin, né Léopold Frédéric Germain Morin à Caen (France) le 6 novembre 1861 et mort à Orselina (Suisse) le 12 février 1946, est un moine bénédictin de l'abbaye de Maredsous, historien et philologue spécialiste de patristique.

## Biographie
Il fait des études de théologie au grand séminaire de Bayeux, puis demande son admission comme postulant à l'abbaye de Maredsous (Belgique) pendant l'hiver 1880-81, et il y prononce ses vœux monastiques le 15 août 1882.
Il est ordonné prêtre en 1886, puis commence ses recherches dans les bibliothèques européennes en 1887. En 1893 ou 1894, il fait une découverte de grande valeur dans les archives du séminaire de Namur : un manuscrit du XIe siècle contenant une traduction en latin médiéval de la célèbre lettre de Clément Ier aux chrétiens de Corinthe, un des écrits chrétiens les plus importants de la période immédiatement post-apostolique (Ier siècle).
À partir de 1907, il réside à l'abbaye Saint-Boniface de Munich, et en 1912, pour plus de liberté de mouvement, Morin est délié des contraintes de ses vœux par le pape.
Il retourne en Belgique durant la Première Guerre mondiale, mais doit regagner Munich en 1918.
En 1939, il s'établit à Fribourg (Suisse) comme chercheur indépendant. Spécialiste notamment des œuvres de Césaire d'Arles, de saint Augustin et de saint Jérôme, il est fait docteur honoris causa des universités d'Oxford, Zurich (1914), Fribourg (1926) et Budapest (1935).
Sa bibliographie scientifique comprend 846 numéros. Il contribue fréquemment à la Revue bénédictine (publiée à partir de 1884 à l'abbaye de Maredsous). En 1893, il créa la série Anecdota Maredsolana, seu Monumenta ecclesiasticæ antiquitatis ex manuscriptis codicibus nunc primum edita (jusqu'en 1932).

## Publications

### Éditions de textes
- Liber comicus[4], sive lectionarius missæ quo Toletana Ecclesia ante annos mille et ducentos utebatur, edidit D. Germanus Morin, Anecdota Maredsolana vol. 1, Maredsous et Oxford, 1893.
- Sancti Clementis Romani ad Corinthios epistulæ versio latina antiquissima, edidit D. Germanus Morin, Anecdota Maredsolana vol. 2, Maredsous et Oxford, 1894 (réimpr. Kessinger Publishing, 2010).
- Sancti Hieronymi presbyteri qui deperditi hactenus putabantur Commentarioli in Psalmos, edidit, commentario critico instruxit, prolegomena et indices adjecit D. Germanus Morin, Anecdota Maredsolana vol. 3, Maredsous et Oxford, 1895 et 1903.
- Sancti Augustini sermones post Maurinos reperti : probatæ dumtaxat auctoritatis nunc primum disquisiti, in unum collecti  et codicum fide instaurati, studio ac diligentia D. Germani Morin, Miscellanea Agostiniana, testi e studi I, Typ. polyglotta Vaticana, 1930.
- Sancti Cæsarii Arelatensis sermones, nunc primum in unum collecti et ad leges artis criticæ ex innumeris MSS. recogniti, studio et diligentia D. Germani Morin, Corpus Christianorum Series Latina 103-104, Brepols, Turhout, 1953[5].
- Sancti Hieronymi presbyteri opera :
  - Pars I, Opera exegetica I : Hebraicæ quæstiones in libro Geneseos ; Liber interpretationis Hebraicorum nominum ; Commentarioli in Psalmos ; Commentarius in Ecclesiasten, cura et studio Pauli de Lagarde, Germani Morin, Marci Adriaen, CCSL 72, Brepols, Turnout, 1959.
  - Pars II, Opera homiletica : Tractatus sive homiliæ in Psalmos, in Marci evangelium[6] atque varia argumenta edidit Germanus Morin, CCSL 78, Brepols Turnout, 1958.

### Ouvrages
- Études, textes, découvertes : contributions à la littérature et à l'histoire des douze premiers siècles, Paris, Picard, 1913.
- L'idéal monastique et la vie chrétienne des premiers jours, Paris, P. Lethielleux, 1921.